# Psiogłowcy
Psiogłowcy (cz. Psohlavci) – czechosłowacki historyczny dramat filmowy z 1955 w reżyserii Martina Friča. Adaptacja powieści Aloisa Jiráska pod tym samym tytułem, poświęconej  XVII-wiecznemu powstaniu Chodów pod wodzą Jana Koziny.

## Obsada
- Vladimír Ráž jako Jan Kozina
- Jana Dítětová jako Hančí
- Miloš Nedbal jako baron Lamminger z Albenreuthu
- Marie Brožová jako żona Lammingera
- František Kovářík jako Kryštof Hrubý z Draženova
- Jarmila Kurandová jako matka Koziny
- Zdeněk Štěpánek jako dziadek Koziny
- Ladislav Pešek jako Jiskra Řehůřek
- Jiřina Steimarová jako Dorla
- Jaroslav Průcha jako Matěj Příbek
- František Smolík jako stary Příbek, ojciec Matěja
- Jana Štěpánková jako Manka, córka Matěja
- Bohumil Švarc jako Pavel Šerlovský
- Jiří Dohnal jako Adam Ecl zwany Čtverák
- Radovan Lukavský jako Syka
- Marta Fričová jako Barbora
- Miloš Kopecký jako zarządca Koš
- Oldřich Lukeš jako Just
- Jaroslav Vojta jako Pajdár z Pocínovic
- Ladislav Boháč jako dr Strauss, prawnik
- Bedřich Vrbský jako hrabia Šternberk
- Jan Werich jako wójt z Pocínovic
- Josef Gruss jako hrabia z Vrtby
- Felix le Breux jako pułkownik Stambach
- Bohuš Hradil jako Chod
- Miloš Vavruška jako Chod
- Vladimír Leraus jako sędzia
- Karel Pavlík jako Psůtka z Postřekova
- Lubomír Lipský jako mężczyzna czytający wyrok
- Josef Hlinomaz jako hajduk
- Vlastimil Brodský jako sekretarz w sądzie
- Josef Beyvl jako ławnik Paroubek

## Źródła
- Psiogłowcy w bazie IMDb (ang.)
- Psiogłowcy w bazie Filmweb
- Psohlavci w bazie Kinobox.cz (cz.)
- Psohlavci. w bazie ČSFD.cz. (cz.).
- Psohlavci. w bazie FDb.cz. (cz.).